# Understand Me
Understand Me is een nummer van de Nederlandse dj CMC$ uit 2017, ingezongen door de Britse zanger Conor Maynard.
Het future bassnummer werd een klein hitje in Nederland. Het bereikte de 12e positie in de Nederlandse Tipparade, waarmee het tot nu toe CMC$ zijn meest succesvolle nummer was.